# Sherlock Holmes : Le Plus Grand des détectives
Pour plus de détails, voir Fiche technique et Distribution.
Sherlock Holmes : Le Plus Grand des détectives (大偵探福爾摩斯：逃獄大追捕, Dà zhēntàn fú'ěrmósī: Táo yù dà zhuībǔ)  est un film d'animation hongkongais sorti en 2019 basé sur la série de livres pour enfants The Great Detective Sherlock Holmes (en) . Toe Yuen et Matthew Chow ont co-réalisé ce film.

## Fiche technique
Sauf indication contraire, les informations mentionnées dans cette section peuvent être confirmées par la base de données cinématographiques IMDb,  présente dans la section « Liens externes ».
- Titre original: 大偵探福爾摩斯：逃獄大追捕, Dà zhēntàn fú'ěrmósī: Táo yù dà zhuībǔ
- Titre français: Sherlock Holmes : Le Plus Grand des Détectives
- Réalisation : Matthew Chow, Toe Yuen
- Scénario : Toe Yuen
- Musique: Kin-Wai Wong
- Pays d'origine : Hong Kong
- Format: Couleurs - 1,85:1 - Dolby Digital
- Genre: animation
- Durée: 84 minutes
- Dates de sortie : Hong Kong : 1er août 2019

## Distribution

### Voix originales[1]
- Ken Wong Kai-Cheong (zh) : Sherlock Holmes
- Monte Cho Kai-Him (zh) : Dr. Watson
- Stephen Au Kam Tong (en) : Mack
- Jerry Ku Ming-Wah (zh) : Scarface
- Joyce Chan Hoi-Ting (zh) : Alice
- Louis Yuen Siu Cheung (en) : Gordon Riller
- Pasu Leung Wai-Tak (zh) : Carlson Fox
- Leander Lau (zh) : Bunny
- Vivien Lau Wai-Wan : Katie

### Voix françaises[2]
- Damien le Delezir : Sherlock Holmes
- Ludovic Plestan : Dr. Watson
- Valéry Forestier : Mack (alias White Storm)
- Jean-Pierre Artur : Scarface
- Éric Lichou : Gordon Riller
- Philippe Robert : Carlson Fox
- Marie Nedelec : Bunny
- Annaêlle Manquest : Katie
- Katia Lutzkanoff : orphelins

## Critiques
Edmund Lee du South China Morning Post a attribué au film trois étoiles sur cinq.
Elizabeth Kerr du Hollywood Reporter a écrit que le film « aborde de manière colorée » plusieurs problèmes sociaux.